# Thatcheria
Thatcheria là một chi ốc biển, là động vật thân mềm chân bụng sống ở biển trong họ Conidae.

## Các loài
Các loài thuộc chi Thatcheria bao gồm:
- Thatcheria mirabilis Angas, 1877[2]